# Petit-duc des Andaman
Otus balli
Espèce
Statut de conservation UICN

 LC  : Préoccupation mineure
Statut CITES
Le Petit-duc des Andaman (Otus balli) est une espèce d'oiseaux de la famille des Strigidae.

## Répartition
Cette espèce est endémique des forêts pluviales des îles Andaman.